# عدد هرمي ثلاثي

عدد هرمي ثلاثي مكون من 35 كرة.

العدد الهرمي الثلاثي أو عدد رباعي الأوجه هو عدد شكلي يمثل شكل هرم ذو قاعدة على شكل مثلث وأربع أوجه بشكل يسمى رباعي الأوجه.
يعطى العدد الهرمي الثلاثي للعدد n بإضافة أول n عدد مثلثي إلى بعضها.
الأعداد الأولى من سلسلة الأعداد الهرمية الثلاثية هي:
0 - 1 - 4 - 10 - 20 - 35 - 56 - 84 - 120 - 165 - 220 - 286 - 364 - 455 - 560 - 680 - 816 - 969 - ...
تعطى صيغة العدد الهرمي المثلثي للعدد n بالعلاقة:
{\displaystyle T_{n}={n+2 \choose 3}={\frac {n(n+1)(n+2)}{6}}}

## وصلات خارجية
- Weisstein, Eric W. "عدد هرمي ثلاثي". MathWorld.
- Geometric Proof of the Tetrahedral Number Formula by Jim Delany, The Wolfram Demonstrations Project.